# Tathiodon
Tathiodon is een geslacht van uitgestorven zoogdieren uit de Morrison-formatie van het Laat-Jura (Kimmeridgien - Tithonien). Aanwezig in de stratigrafische zone 5.
De typesoort Tathiodon agilis werd in 1927 benoemd door George Gaylord Simpson. De geslachtsnaam betekent 'gerekte tand'. De soortaanduiding betekent 'beweeglijk'.
Het holotype is YPM 13649, een linkeronderkaak met erin nog twee kiezen, gevonden in Reeds Quarry No 9 in Wyoming.